# 胡鴻烈
胡鴻烈，大紫荊勳賢，GBS，OBE，JP（1920年3月5日—2025年7月27日），香港教育家及執業大律師，首任香港樹仁大學校監，亦曾任該校校長，前香港立法局議員及市政局議員。
胡鴻烈於1920年生於浙江紹興，於青年時期曾任國民政府外交官。國府遷台後，他與妻子鍾期榮赴法進修，獲得巴黎大學的法學博士學位。其後，他在英國考取訟務律師資格後，於1955年起在香港任執業大律師。1965年，胡鴻烈透過直選晉身市政局議員之列，期間關注平民的生活議題。1976年，他獲委為香港立法局議員，至1983年退職，其後不再參與香港的政治。
1971年，他與鍾期榮目睹當時的香港只有兩家大學，青年有志深造而失學者眾，因此他們耗盡積蓄創立樹仁學院，在當時開展艱難的私人大專辦學事業。其後，為促使樹仁學院成為香港官方認許的私立大學，胡鴻烈夫婦與樹仁師生共同努力了35年後，樹仁學院於2006年12月獲香港政府認可成為香港樹仁大學，成為香港首家私立大學。

## 生平
胡鴻烈祖籍浙江，1920年生於浙江紹興一個書香世家，其名字的靈感取自《尚書》，寓意鴻鵠將至，要幹一番轟轟烈烈的事。胡鴻烈的父親胡韻笙是一名清朝秀才，不過早於胡鴻烈11歲時病歿。於是家人把他過繼給獨居的伯母。
胡鴻烈因自幼清貧，至9歲才就學，並自行參加省升中試，在浙江省30,000多名考生的考試中名列前茅。他當年就讀嵊縣縣立第二小學（前身為嵊縣公立愛華女學堂），在校時連跳3個年級，在兩年之內完成小學6年課程，繼而入讀浙江省立紹興中學。後來胡鴻烈於1935年到杭州參加全省中學生會考時，以優異成績免費入讀浙江省立杭州高級中學。此前他曾向家人隱瞞自己報考海軍之事。高中畢業後，本來他獲國立中央大學的水利系和外交系同時錄取。他最終選擇入讀中央政治大學外交系，且於1942年畢業。
大學畢業後，他參加了全國高等文官考試，取得外交組考試第一名的佳績。他其後亦在國家文官的培訓當中邂逅全國高等文官考試司法組第一名的鍾期榮，二人於1945年11月12日在重慶成婚。1946年，胡鴻烈攜妻子到蘇聯開展其外交官生涯，任駐塔什干總領事館隨習領事。1949年，中華人民共和國成立，委任胡鴻烈擔任外交官的中華民國政府已不再擁有對中國大陸的管治權力，胡鴻烈的外交官身份已名存實亡。他同年與妻子決定到巴黎大學進修，取得國際法及國際事務高等研修文憑（海牙國際法學院證書），並於1953年取得法學博士學位。他於1954年在英國考取了訴訟律師資格，並於1955年開始在香港開展其大律師業務。
胡鴻烈熱愛中國，這是一直為各界所公認的。據說，他為了要保留中華民國國籍才會放棄考取事務律師資格而考取訴訟律師（又稱「訟務律師」或「大律師」）資格，因為當時要在香港擔任事務律師是必須為英國國籍的，當時，事務律師的收入普遍較訴訟律師的為高。執業期間，他曾處理過一些著名案件，包括歐陽炳強案。
胡鴻烈在1965年市政局直選晉身成為市政局議員，在1966年曾批評當局容許後來引發九龍騷動的天星小輪加價申請。1967年香港六七暴動演變為連串炸彈襲擊，1967年8月發生清華街慘案及林彬被殺害後，胡鴻烈響應立法局議員簡悅強將恐怖份子處以極刑的倡議，並且提出應將死刑的適用範圍擴大至發動炸彈襲擊殺害無辜的兇徒。1974年，胡鴻烈提倡設立排檔，讓失業新移民有就業機會。1976年，獲港督麥理浩委任為立法局非官守議員。1979年，胡鴻烈獲邀到北京出席中華人民共和國國慶30周年紀念，並獲鄧小平接見，是第一位到訪中國内地的香港立法局議員。他在1983年卸任立法局議員職務，其後亦沒有再擔任議員。1987年，他獲委任為第六屆的全國政協委員，自1993年全國政協第8屆會議開始，他連續兩屆獲委任為政協常委。
胡鴻烈最為人熟悉的成就是和妻子在1971年創辦了樹仁學院（即如今的香港樹仁大學），夫妻二人為樹仁大學的建設與發展付出鉅大，至2006年樹仁學院學生宿舍和文康大樓建成為止，估計胡鴻烈對該校的資金投入有4-5億港元。作為香港第一家私立大學的創辦人，胡鴻烈對香港高等教育界的貢獻及教育家之名是毋庸置疑的。
胡鴻烈在法學研究方面，精研中國近現代法律，更是《大清律例》方面的學術權威。而胡鴻烈早年的學術著作則多有國際法及東亞政治方面的研究。
由於胡鴻烈的背景和與中國官方的良好關係，他曾多次獲邀代表香港大律師公會和香港律師會出席與中國相關的活動。
2025年7月27日，胡鴻烈於香港寓所在家人陪伴下安詳離世，享嵩壽105歲。香港樹仁大學發新聞稿公佈其死訊。

## 軼事
- 胡鴻烈伉儷共同獲中國中央電視台《感動中國》系列節目評選為2007年度感動中國的人物。
- 2007年，獲美籍業餘天文學家楊光宇將一顆於2001年首次被發現的小行星「34778」命名為「胡鴻烈」[12]。

## 專業資格
- 英國大律師公會會員（1954年）
- 香港大律師公會會員（1955年）

## 其他公職
- 中國國際經濟貿易仲裁委員會委員
- 中國青少年犯罪研究會顧問
- 第7屆中國人民政治協商會議全國委員會香港地區委員[13]
- 香港遊樂場協會副會長(1971-2025)[14]

## 著作
- 《Le Problème coréen（韓國問題）》（1953），巴黎A. Pedone出版（法文）
- 胡鴻烈、鍾期榮 《香港的婚姻與繼承法》（1957，2009年再版）（ISBN 9789888039586）

## 榮譽
- 太平紳士（1976年）
- O.B.E.（1976年）
- 金紫荊星章（1998年）
- 香港教育學院榮譽教育學博士（2007年）
- 香港理工大學榮譽社會科學博士（2007年）
- 大紫荊勳章（2008年）
- 香港大學名譽社會科學博士（2015年）

## 外部連結
- Bar List at HKBA
- 胡鴻烈 鍾期榮 相濡以沫 （页面存档备份，存于）